# Martinet estriat
El martinet verd o martinet estriat (Butorides striatus) és una espècie d'ocell de la família dels ardèids (Ardeidae) que habita les zones humides de les àrees tropicals i subtropicals d'arreu el món i algunes zones de clima més fred. Es troba a l'Àfrica subsahariana, costa del Mar Roig, Madagascar i altres illes de l'Índic, el Pakistan, l'Índia, Sri Lanka, Xina central i oriental, Hainan, sud-est de Sibèria, Sakhalín i Japó, Sud-est Asiàtic, Indonèsia, Filipines, Nova Guinea, costa nord, est i nord-oest d'Austràlia, Arxipèlag de Bismarck, illes Salomó, Fiji, Nova Caledònia i les illes de la Societat. Terres baixes d'Amèrica des del sud de Panamà fins al nord de l'Argentina. De vegades s'inclou el martinet de les Galápagos com una raça d'aquesta espècie.